# الدامغ (الحديدة)

تعديل مصدري - تعديل

الدامغ هي إحدى قرى مديرية السخنة، التابعة لمحافظة الحديدة اليمنية، بلغ تعداد سكانها 2570 نسمة حسب الإحصاء الذي جرى عام 2004.